# Emil Jannings
Emil Jannings (Rorschach, Suiza, 23 de julio de 1884-Strobl, Austria, 2 de enero de 1950) fue un actor alemán de origen suizo, cuyo verdadero nombre era Theodor Friedrich Emil Janenz. Obtuvo popularidad en el cine de Hollywood durante la década de 1920. Fue el primer ganador del Premio Oscar al Mejor Actor por su interpretación en dos películas. Jannings sigue siendo el único alemán en ganar en esa categoría.
Es más conocido por sus películas con F. W. Murnau y Josef von Sternberg , incluyendo "El ángel azul" ( Der blaue Engel ) de 1930 , con Marlene Dietrich. Jannings obtuvo papeles protagónicos en películas estatales (Staatsauftragsfilme) durante la Alemania nazi.

## Biografía
Jannings nació en Rorschach, Suiza, hijo de Emil Janenz, un hombre de negocios estadounidense de St. Louis, y su esposa Margarethe (de soltera Schwabe), originaria de Alemania. Jannings tenía ciudadanía alemana; mientras aún era joven, la familia se mudó a Leipzig en el Imperio alemán y luego a Görlitz después de la temprana muerte de su padre. 
Estudió primero en Zúrich y luego en Görlitz. En esta ciudad inicia su carrera teatral, a los 18 años. A partir de 1901 trabajó con varias compañías de teatro en Bremen, Núremberg, Leipzig, Königsberg y Glogau, y en 1906 es contratado por Max Reinhardt para trabajar en el Deutsches Theater de Berlín.
En 1914 se incorporó al mundo del cine, trabajando también con Max Reinhardt como productor. Participó en películas de Ernst Lubitsch y F.W. Murnau, en las que desplegó su gran talento, uno de los mayores que el cine mudo viera.  
En 1926 se traslada a Hollywood, donde tiene el honor de ser el primer actor que consiguió un Óscar como mejor actor en la primera edición de estos premios en 1929, por sus magníficas interpretaciones en dos películas mudas: La última orden, de Josef von Sternberg y El destino de la carne de Victor Fleming. 
La llegada del cine sonoro le perjudicó, debido a su pésimo acento inglés, su diálogo en Betrayal de Lewis Milestone fue eliminado al resultar ininteligible y decidió regresar a Alemania en 1930, en donde llevará a cabo una de sus interpretaciones más recordadas, la del inocente maestro engatusado por la cantante que interpreta Marlene Dietrich en El ángel azul, de Josef von Sternberg. Su carrera artística en el cine sonoro no fue muy brillante, pero gozaba de una enorme popularidad en Alemania y, debido a su afinidad con el régimen nazi (otros dicen que solamente por el deseo de seguir filmando), permaneció en Alemania después de 1933, donde consiguió llegar a la dirección de la famosa productora cinematográfica UFA. 

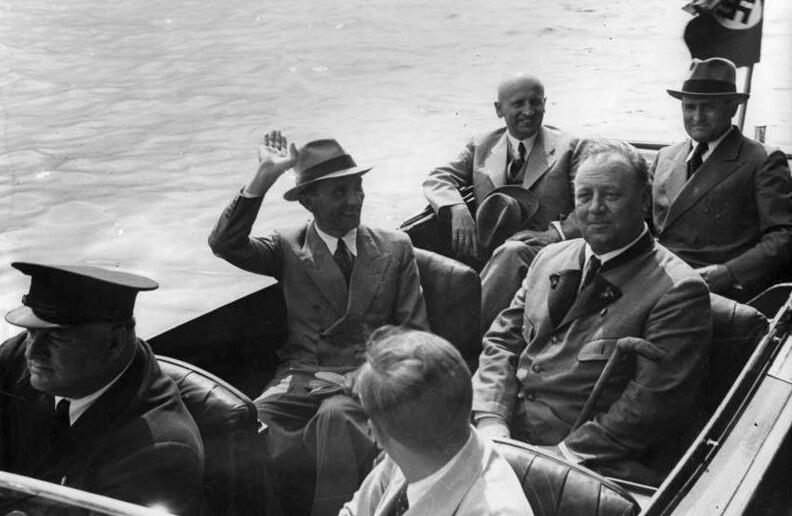
Jannings con Joseph Goebbels en 1938.

En la Alemania nazi, protagonizó varias películas que pretendían promover el nazismo, en particular el Führerprinzip presentando personajes históricos inquebrantables, como Der alte und der junge König (El viejo y el joven rey, 1934), Der Herrscher (El gobernante, 1937) dirigida por Veit Harlan, Robert Koch (1939), Ohm Krüger (El tío Kruger, 1941) y Die Entlassung (La destitución de Bismarck , 1942). También actuó en su famoso papel en El cántaro roto dirigida por Gustav Ucicky. El ministro de Propaganda Joseph Goebbels nombró a Jannings «Artista del Estado» (Staatsschauspieler).
Tras la derrota de los nazis en la Segunda Guerra Mundial, y a pesar de que rogó sin éxito a las autoridades aliadas de ocupación de Alemania que le permitieran trabajar nuevamente, con su reputación manchada por su trabajo con el gobierno nazi, nunca volvió a trabajar como actor.

## Muerte

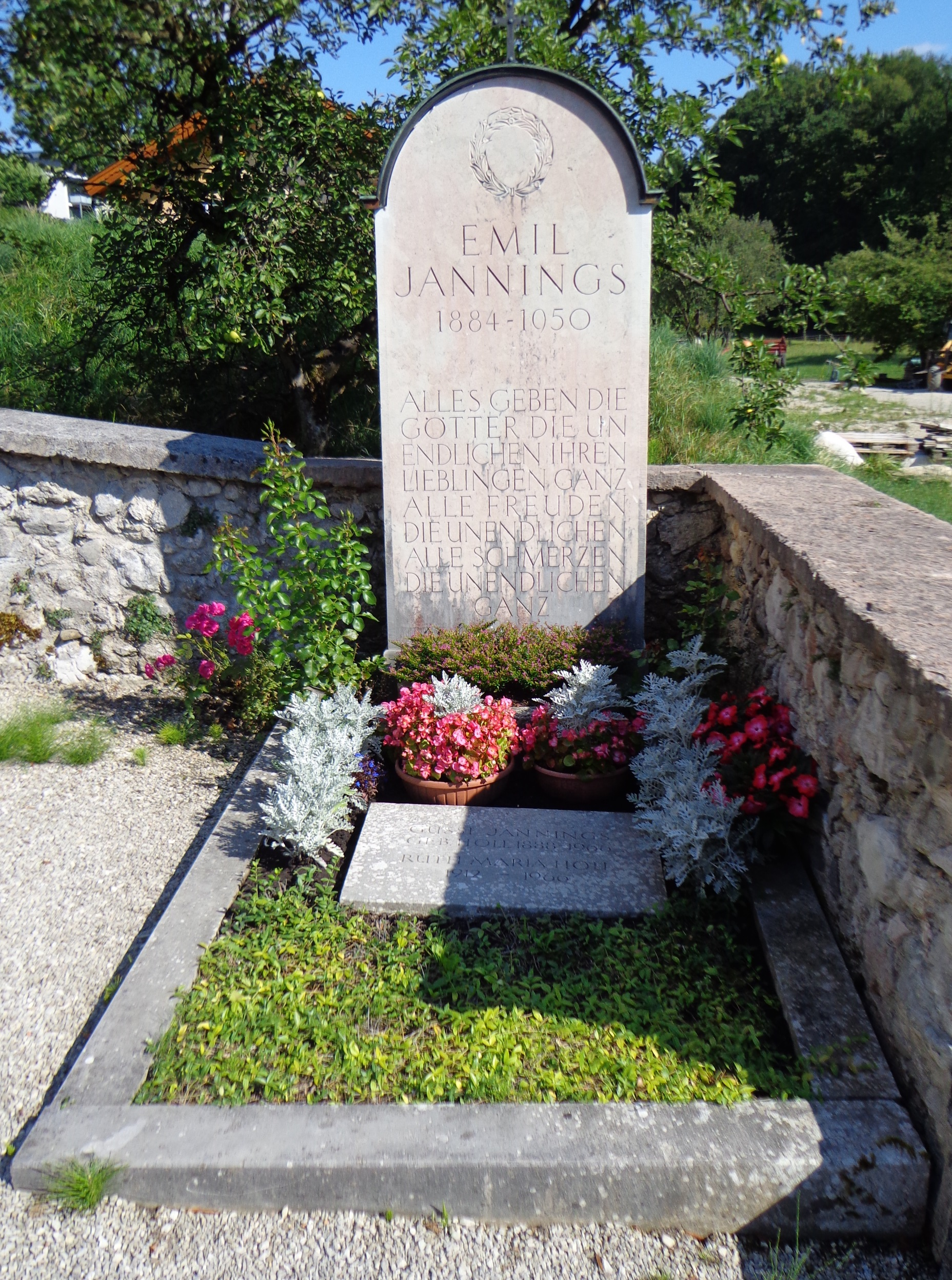
Tumba de Emil Jannings en St Wolfgang im Salzkammergut.

Jannings se retiró a Strobl, cerca de Salzburgo, Austria, y se convirtió en ciudadano austriaco en 1947.  Murió en 1950, a los 65 años, de cáncer de hígado. Está enterrado en el cementerio de St. Wolfgang. Su Óscar al Mejor Actor se exhibe actualmente en el Filmmuseum de Berlín.

## Filmografía
- Arme Eva (1914)
- Im Schützengraben (1914)
- Passionels Tagebuch (1914)
- Aus Mangel an Beweisen (1916)
- Die Bettlerin von St. Marien (1916)
- Im Angesicht des Toten (1916)
- Das Leben ein Traum (1916)
- Nächte des Grauens (1916)
- Stein unter Steinen (1916)
- Das Fidele Gefängnis (1917)
- Wenn vier dasselbe tun (1917)
- Hoheit Radieschen (1917)
- Die Ehe der Luise Rohrbach (1917)
- Der Zehnte Pavillon der Zitadelle (1917)
- Das Geschäft (1917)
- Lulu (1917)
- Der Ring der Giuditta Foscari (1917)
- Die Seeschlacht (1917)
- Unheilbar (1917)
- Los ojos de la momia ("Die Augen Der Mummie Ma") (1918)
- Keimendes Leben, Teil 1 (1918)
- Fuhrmann Henschel (1918)
- Nach zwanzig Jahren (1918)
- Die Tochter des Mehemed (1919)
- Keimendes Leben, Teil 2 (1919)
- Madame du Barry (1919)
- Rose Bernd (1919)
- Vendetta (1919)
- Colombine (1920)
- Ana Bolena ("Anna Boleyn") (1920)
- Der Schädel der Pharaonentochter (1920)
- Algol - Tragödie der Macht (1920)
- Das Große Licht (1920)
- Las hijas del cervecero ("Kohlhiesels Töchter") (1920)
- Die Ratten (1921)
- Der Schwur des Peter Hergatz (1921)
- Danton (1921)
- Der Stier von Olivera (1921)
- Die Brüder Karamasoff (1921)
- Peter der Große (1922)
- Otelo o el moro de Venecia ("Othello")  (1922)
- La mujer del Faraón ("Das Weib des Pharao") (1922)
- Die Gräfin von Paris (1922)
- Alles für Geld (1923)
- Tragedias de amor ("Tragödie der Liebe") (1923)
- Der Letzte Mann (1924)
- Nju - Eine unverstandene Frau (1924)
- El gabinete de las figuras de cera ("Das Wachsfigurenkabinett") (1924)
- Varieté (1925)
- Quo Vadis?  (1925)
- Liebe macht blind (1925)
- Tartufo ("Herr Tartüff") (1926)
- Fausto ("Faust") (1926)
- El destino de la carne ("The Way of All Flesh") (1927)
- La última orden ("The Last Command") (1928)
- La calle del pecado ("Street of Sin") (1928)
- El patriota ("The Patriot") (1928)
- Los pecados de los padres ("Sins of the Fathers") (1928)
- Betrayal (1929)
- Fighting the White Slave Traffic (1929)
- Liebling der Götter (1930)
- El ángel azul ("Der Blaue Engel") (1930)
- Stürme der Leidenschaft (1932)
- Die Abenteuer des Königs Pausole (1933)
- The Merry Monarch (1933)
- Der Schwarze Walfisch (1934)
- The Making of a King (1935)
- Traumulus (1936)
- El cántaro roto ("Der Zerbrochene Krug") (1937)
- Der Herrscher (1937)
- Robert Koch, der Bekämpfer des Todes (1939)
- Der Trichter. (Nr. III) (1939)
- El presidente Krüger ("Ohm Krüger") (1941)
- Die Entlassung (1942)
- Altes Herz wird wieder jung (1943)
- Wo ist Herr Belling? (1945)

## Premios y distinciones
Premios Óscar
| Año  | Categoría   | Película                               | Resultado |
| ---- | ----------- | -------------------------------------- | --------- |
| 1928 | Mejor actor | La última orden El destino de la carne | Ganador   |

Festival Internacional de Cine de Venecia
| Año  | Categoría                  | Película      | Resultado |
| ---- | -------------------------- | ------------- | --------- |
| 1937 | Coppa Volpi al mejor actor | Der Herrscher | Ganador   |